# Сулу-Терек
Сулу-Терек — аул в Называевском районе Омской области. В составе Лорис-Меликовского сельского поселения.

## История
В 1990 г. Указом Президиума Верховного Совета РСФСР аул № 2 переименован в Сулу-Терек.
В соответствии с Законом Омской области от 30 июля 2004 года № 548-ОЗ «О границах и статусе муниципальных образований Омской области» Сулу-Терек вошёл в состав образованного Лорис-Меликовского сельского поселения.

## География
Расположен на западе региона, в пределах Ишимской равнины, являющейся частью Западно-Сибирской равнины.

## Население
| 2002 | 2010 |
| ---- | ---- |
| 121  | ↘91  |

## Инфраструктура
Личное подсобное хозяйство.

## Транспорт
Просёлочные дороги.